# Adlig Reetz
Adlig Reetz ist ein Gemeindeteil von Neureetz. Neureetz ist seit 1997 ein Ortsteil der amtsangehörigen Gemeinde Oderaue im Landkreis Märkisch-Oderland (Brandenburg), die vom Amt Barnim-Oderbruch verwaltet wird.

## Geographische Lage
Das Dorf liegt zehn Kilometer nördlich von Wriezen und zehn Kilometer östlich von Bad Freienwalde (Oder). Das Dorf Königlich Reetz liegt direkt südlich, die beiden Dörfer bilden einen Winkel.

## Geschichte
Fundstücke auf dem Gebiet des Dorfes belegen, dass hier bereits in der Jungsteinzeit Menschen lebten. Adlig Reetz entstand nach der Trockenlegung des Oderbruches im Jahre 1756. Das Dorf wurde in Nordost-Südwest-Ausrichtung angelegt. In der Mitte des Dorfes befand sich ein Schachtgraben zum Entwässern, der Graben wurden von Fahrwegen begrenzt. Im Jahre 1763 wohnten hier 57 Familien, über die Herkunft der Menschen ist nichts bekannt.
Im Jahre 1814 brannte das Dorf fast vollständig ab. Es wurden von 57 Höfe nur acht von dem Brand verschont. Das Dorf wurde wieder aufgebaut. Um 1840 wurde der Schachtgraben zugeschüttet.

## Baudenkmale
Neben der Dorfanlage von Adlig Reetz stehen sechs Baudenkmale in Adlig Reetz unter Denkmalschutz.
- Adlig Reetz 15: Die Hofanlage besteht heute aus Wohnhaus und zwei Ställen. Erbaut wurden die Gebäude nach dem Dorfbrand 1814.
- Adlig Reetz 20: Die Hofanlage wurde nach dem Brand im Jahre 1814 erbaut. Um 1900 wurde die Anlage vom Nachbarn Alt Reetz 21 gekauft und umgebaut. Das Fachwerkhaus wurde seitdem als Landarbeiterunterkunft genutzt.
- Adlig Reetz 29: Das Wohnhaus wurde nach dem Brand 1814 im Jahre 1815 erbaut. Es ist ein eingeschossiges Fachwerkhaus mit Satteldach. Vor dem Eingang befindet sich eine Eingangslaube aus Holz.
- Adlig Reetz 31: Das Wohnhaus wurde wahrscheinlich nach dem Dorfbrand im Jahre 1814 erbaut. Das Haus ist ein eingeschossiges Fachwerkhaus mit Krüppelwalmdach.
- Adlig Reetz 42: Die Hofanlage war mal ein Vierseithof. Heute stehen noch das Wohnhaus und ein Stall. Auch dieses Haus entstand nach dem Dorfbrand im Jahre 1814. Das Wohnhaus ist ein eingeschossiges Fachwerkhaus mit Satteldach.
- Adlig Reetz 44: Vom ehemaligen Vierseithof stehen noch das Wohnhaus und zwei Ställe. Das Haus wurde um 1800 erbaut und ist somit vom Dorfbrand 1814 verschont worden. Im Jahre 1909 wurde das Haus umgebaut.